# Anta de Aguiar
Anta de Aguiar, ou Anta do Zambujeiro, é um monumento megalítico de tipo dolmen situado em Aguiar, município de Viana do Alentejo, em Portugal, cujas origens remontam ao período neolítico.
Apesar de anta se encontrar tombada, ainda se podem observar a câmara funerária, o corredor e a laje que servia de cobertura.
Os historiadores pensam que este monumento teria um papel de culto aos mortos.